# ディーン・ケーメン
ディーン・ロレンス・ケーメン（Dean Lawrence Kamen、1951年〈昭和26年〉4月5日 - ）は、アメリカ合衆国の発明家、起業家。ディーン・カーメンと表記されることもある。輸液ポンプAutoSyringeや電動車椅子iBOT、セグウェイなどの発明で有名であり、ロボット競技会を運営する「FIRST」の創設者でもある。
ニューヨーク州ロングアイランド生まれ、ニューハンプシャー州在住。2000年 アメリカ国家技術賞、2006年 世界人道活動賞、2015年 エンゲルバーガー賞、などを受賞。

## 経歴
ケーメンはニューヨーク州ロングアイランドで生まれる。父 ジャック・ケーメンはMad、Weird Science誌などECコミックの漫画誌のイラストレーターだった。
ケーメンはウースター工科大学に入学したが、5年間の輸液ポンプ AutoSyringe の個人的研究の末、卒業前に退学している。

### 発明

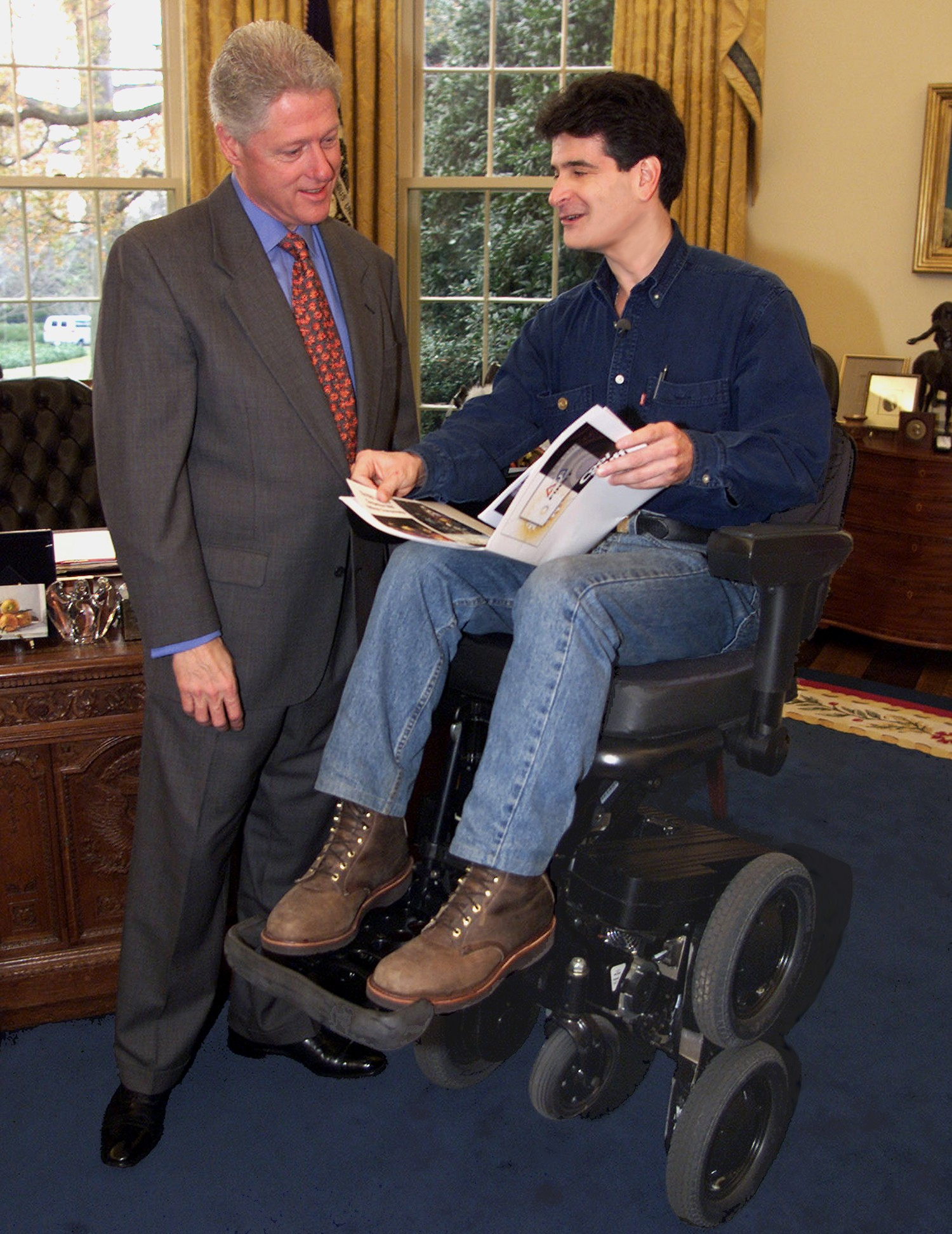
ホワイトハウスにて、当時の大統領ビル・クリントンと。自身の発明したiBOTに乗っている。

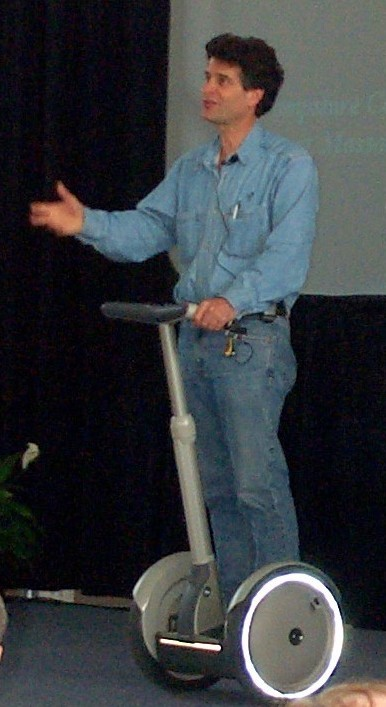
自身の発明したセグウェイに乗るディーン・ケーメン

ケーメンは、セグウェイと呼ばれるようになった発明品にまつわる報道で一般に知られるようになった。セグウェイは一種の電動二輪車であり、複雑なコンピュータ制御のジャイロスコープ的安定装置と制御システムによって並列な二輪上でバランスをとるようになっている。開発は極秘裏に行われたが、2001年1月、ある本の中でスティーブ・ジョブズなど有名なIT専門家がその発明が社会に大きな変革をもたらすと述べていると書かれたため、様々な憶測を呼ぶこととなった。
ケーメンはスターリングエンジンの設計プロジェクトに深く関わり、それを浄水システム Slingshot の動力源として応用した。彼は、このプロジェクトによって開発途上国の水の供給事情の改善をしたいと考えていた。浄水システムの特許としてアメリカ合衆国特許第 7,340,879号を既に取得しており、他にも特許出願中である。ケーメンの会社 DEKA では現在ソーラーパワーに関する発明に従事しているという。また、DARPAの資金で Luke Arm という脳で制御する義肢を研究開発している。
ケーメンは、圧縮空気を動力源として人間を空中に発射する装置も発明した。これはSWATチームなどを正面から入れない高い建物の屋根に素早く送り込むためのものである。
しかし、ケーメンはこれら以前に既に発明家として成功していた。まず、輸液ポンプ AutoSyringe を発明しその製造販売のために会社を起業。また、輸液ポンプの技術を応用して携帯可能な人工透析機（インスリンポンプ）や後にセグウェイに発展したジャイロスコープ技術を使用した不整地走行可能な電動車椅子 iBOT を発明している。

### FIRST

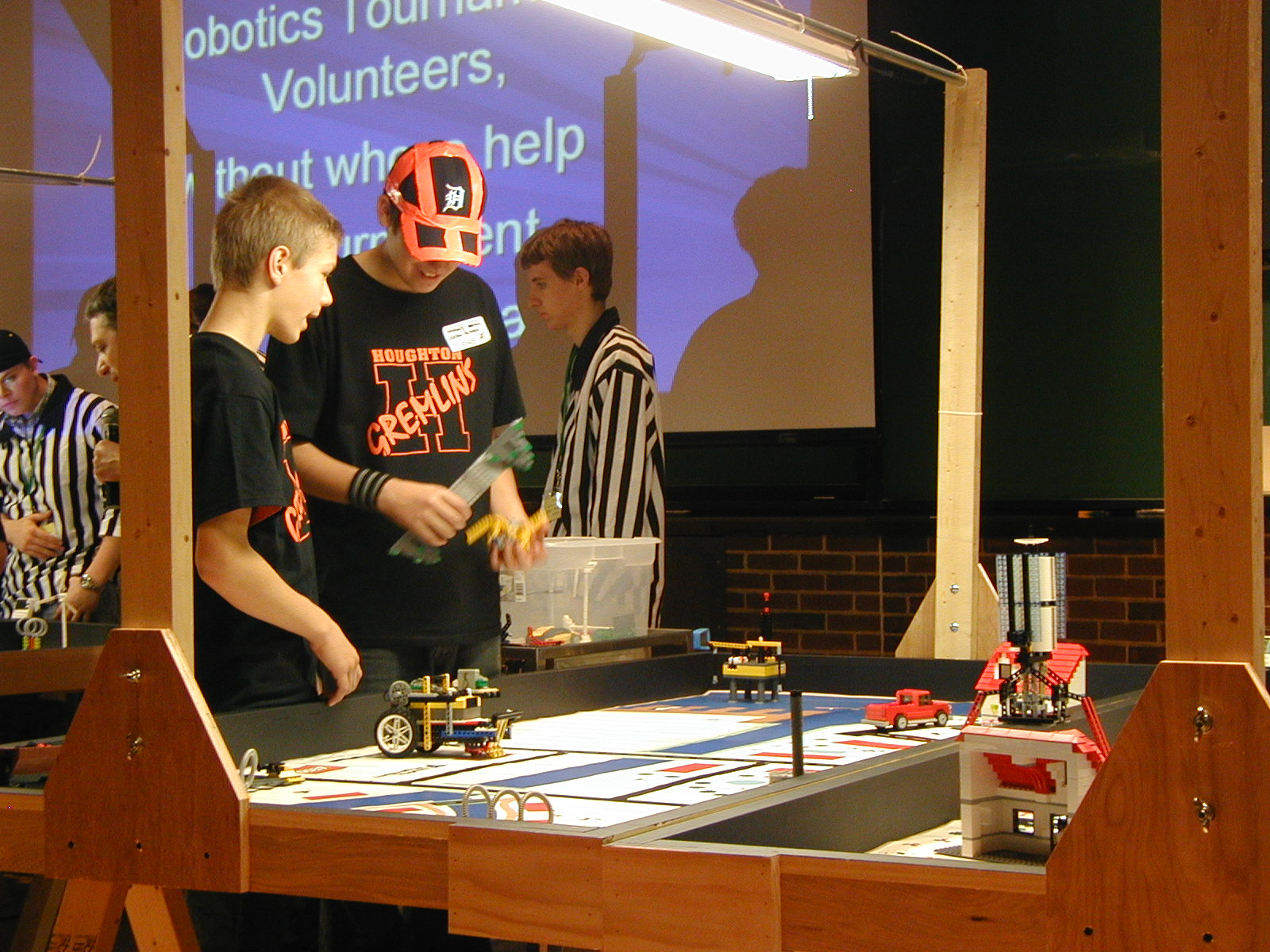
FIRSTレゴリーグ2007の様子

1989年、ケーメンは科学技術への関心を高めることを目的とした学生のための組織 FIRST (For Inspiration and Recognition of Science and Technology) を設立した。2005年、FIRST はロボットの競技会を開催している。2011年には世界各地の55の地域で競技会を開催し、セントルイスで世界大会を開催した。FISRT はCNN、ゼネラルモーターズ、Google、マイクロソフト、コカ・コーラ、Boston Gears、モトローラ、Delphi などから広告料を得ている。
FIRSTは年代別にいくつかのロボット工学プログラムを実施しており、小学生低学年向けのJr.FLL (Junior FIRST Lego League) 、小中学生向けのFLL (FIRST Lego League) 、高校生向けのFTC (FIRST Tech Challenge) とFRC (FIRST Robotics Competition) がある。
ケーメンはFIRSTの競技会を考案したことが自身最大の発明だとしており、それらに参加した100万人の学生が将来の技術革新をもたらすだろうと予測している。

## 受賞歴・栄誉
ケーメンはこれまで様々な賞を受賞してきた。1997年、医療機器の発明や高校生への工学教育などの貢献により全米技術アカデミーのメンバーに選ばれた。1999年には Heinz Award、2000年にはアメリカ合衆国大統領ビル・クリントンからアメリカ国家技術賞を授与された。2002年4月、セグウェイの発明と糖尿病治療への貢献に対してレメルソンMIT賞を授与された。2003年には安価な浄水システム "Project Slingshot" がタイム誌の "coolest invention of 2003" で次点に選ばれた。2005年、AutoSyringe の発明により、発明者の殿堂 (National Inventors Hall of Fame) 入りを果たした。2006年、ケーメンは国際連合から Global Humanitarian Action Award（世界人道活動賞）を授与された。2007年、アメリカ機械工学会から最高の栄誉であるASMEメダルを授与された。2008年、Industrial Research Institute の IRI Achievement Award を受賞。2008年、ワシントン賞受賞。2011年、ベンジャミン・フランクリン・メダル受賞。2015年にはエンゲルバーガー賞（リーダーシップ）を受賞する。
ケーメンはまた、様々な大学から名誉学位を授与されている。
- Kettering University (2001) - 工学博士
- Clarkson University (2001) - 理学博士
- アリゾナ大学 (2009) - 理学博士
- Wentworth Institute of Technology (2004)
- ノースカロライナ州立大学 (2005)
- ベイツ大学 (2007)[21]
- ジョージア工科大学 (2008)[22]
- イリノイ工科大学 (2008)
- Plymouth State University (2008)

## 私生活
ケーメンは「発明と結婚した」と公言している通り、独身である。彼の自宅はニューハンプシャー州 Bedford （マンチェスター郊外）にある六角形の木造で Westwind と呼んでいる。少なくとも4つの階層があり、坑道のような廊下、1960年代風家具、螺旋階段と秘密の通路、展望タワー、何でも揃った作業場、中央に陣取ったヘンリー・フォードがかつて所有していたという巨大な鋳鉄製の蒸気機関などがある。その蒸気機関についてケーメンはスターリングエンジンを動力としたキネティック・アートにしたいと考えている。ケーメンは2機のヘリコプターを所有して仕事での移動に使用しており、そのための格納庫もある。また自家用飛行機 ビーチクラフト プレミア II を2機所有しており、自分で操縦している。
彼の会社DEKAでは、毎年彼に複雑な機械をプレゼントしている。最近では、チェス盤にロボットアームをつけたチェスプレイヤーロボット、木製のアンティークな外観のコンピュータ、機械式タイプライターを改造したコンピュータ用キーボードなどがある。
ケーメンは USA Science and Engineering Festival の諮問委員を務めている。
2010年10月に始まった先端技術を紹介するテレビ番組 Dean of Invention では司会を務めた。